# Marc Pugh
Marc Anthony Pugh (n. 2 aprilie 1987, Bacup, Anglia) este un fotbalist aflat sub contract cu A.F.C. Bournemouth.